# 松山文創園區
松山文創園區（英語：Songshan Cultural and Creative Park），通稱松菸，是位於臺灣臺北市信義區的複合式文化展演園區。前身為1939年啟用、1998年停產的「松山菸廠」，2001年由台北市政府指定為第99處市定古蹟，並於2010年正式轉型及定為現名。松山菸廠跡地在戰後種植大量植栽，停產後一度成為台北市東區最大的綠地；轉型為文創園區後，成為台北市東區重要的公共藝文設施。
除松山文創園區外，松山菸廠跡地內還有臺北文創大樓、以及台北大巨蛋，3處設施分屬不同單位經營；相對於松山文創園區是古蹟活化再利用之設施，後兩者則在松山菸廠轉型後以BOT模式開發新建。

## 歷史

### 日治時期
1905年（明治三十八年），時值日本統治臺灣的最初十年，在台灣總督府對於菸草種植、加工及銷售的控管之下，為了彌補財政稅收上的捉襟見肘，而有計畫地推行“台灣菸草專賣制度”。
1911年（明治四十四年），台灣總督府專賣局在台北市上奎府町4丁目1番地開始興建“台北煙草工場”，專門負責菸草生產及加工製造。之後由於日軍發動太平洋戰爭，捲菸除供應台灣市場所需之外，也供應給在中國大陸華中、華南等地區打仗的日軍，甚至還外銷到東南亞地區，呈現供不應求的情況。
1937年，台灣總督府專賣局在台北市松山庄興雅830番地興建「台灣總督府專賣局松山煙草工場」。松山煙草工場是當時台灣推動工業廠房現代化的先驅，同時也是台灣第一座專業的捲菸廠。松山煙草工場在規劃時即引入「工業村」概念，重視員工福利，附設有完整的勞工福利設施如員工宿舍、男女浴池、更衣室、醫護室、藥局、手術室、福利社、育嬰室、托兒所等。興建時佔地18.9864公頃。建築風格屬「日本初現代主義」作品，強調水平視線，形式簡潔典雅，面磚、琉璃及銅釘均為特別定製的建材，做工精細，堪稱當時工業廠房之楷模。
1939年10月間，松山煙草工場開工生產，初期員工約1200人。

### 民國時期
1945年（民國三十四年），日本投降後，台灣省專賣局接收松山煙草工場，並更名為「台灣省專賣局‧松山煙草工廠」。松山菸廠戰後種植大量植栽，景觀優美，是台北市東區最大的綠地。
1947年（民國三十六年），台灣省專賣局改制成立台灣省菸酒公賣局，「台灣省專賣局‧松山煙草工廠」更名為「台灣省菸酒公賣局‧松山菸廠」，專製捲菸、菸絲及雪茄等菸草製品。在1947年至1948年間，陸續產製樂園牌、無濾嘴新樂園牌菸，質優價中，頗受消費者喜愛；爾後陸續生產雙喜牌、無濾嘴寶島牌、克難牌、中興牌、勝利牌、珍珠牌、金馬牌、軟包長壽牌等40餘種香菸品牌，成為為台灣在第二次世界大戰戰後最具代表性的菸廠，菸廠持續擴充增產，暢銷四十年，直到1987年達到最高峰，員工約2000人，松山菸廠年產值曾逾新台幣210億元，對中華民國政府的財政收益貢獻非凡。

### 菸廠停產
1998年，隨著經濟發展由於臺北市市區都市規劃東移、公賣改制、香菸需求量下降、香菸市場競爭力下降等原因，松山菸廠停止生產，遷併台北菸廠，從而正式走入歷史。松山菸廠停止營運之後，形成半人工、半自然的生態環境，生物棲地相當多樣化。植被可見海灣時期及沼澤溼地時期的植物，包括熱帶、亞熱帶、暖溫帶及涼溫帶之植物。廠區內有水塘等水生及溼生環境，近年來常見動物有夜鷺、紅冠水雞、翠鳥、小白鷺、鯽魚、鯉魚、鯰魚等。松山菸廠是台北市東區較大且自然度較高的綠島，也是南港山系自然環境導入台北市區的綠色廊道中第一個生物中繼站。
2001年，臺北市政府將“松山菸廠”指定為第99處市定古蹟，其中辦公廳、製菸工廠、鍋爐房、一至五號倉庫為古蹟本體，並將蓮花池、運輸軌道及第二次世界大戰後的新建倉庫一併納為古蹟保存範圍。

### 變更用途
2002年，行政院同意台北市政府將其規劃為台北大巨蛋體育館預定地。
2010年12月25日，台灣創意設計中心（現改名為台灣設計研究院）進駐松山文創園區，使用部分空間。
2011年6月28日，臺北市政府文化局將松山文創園區，委託臺北市政府屬下的“財團法人台北市文化基金會”營運至今。
2013年，松山文創園區裡面的育嬰室在為偶像劇《巷弄裡的那家書店》改裝成為戲中“閱樂書店”後，於2014年以該名重新開放。
2014年1月16日，台灣創意設計中心(現改名為台灣設計研究院)與美國在台協會合作，在松山文創園區開辦亞洲第一個「美國創新中心」（American Innovation Center）。
2020年7月1日，台灣設計研究院旗下「不只是圖書館」重新開幕，搬至古蹟澡堂

## 建築
松山菸廠製菸工廠為二層單棟建築，在平面上為矩形，東西長約165米，南北寬約93米，佔地4,500坪，入口在西側。建物中央前部南北橫向貫穿，將矩形分割成東西大小不等的二部分，鳥瞰形態類似「日」字。較大的東側後段為封閉式的中庭空間，長約126米，捲菸生產線排列於矩形四周，依序有製盒、理葉、切葉、捲菸、包裝等生產部門。
中庭為巴洛克式花園，四個角落設直角三角形水池，中央設有噴泉。較小的西側前端有辦公廳，為行政管理中樞；二樓則為員工食堂，後改為大禮堂。
因其建築古典特殊，自1980年代以來亦常成為電視劇及電影的拍攝場景。例如知名電視劇華視的藍與黑、台視的玫瑰人生，以及巷弄裡的那家書店等。

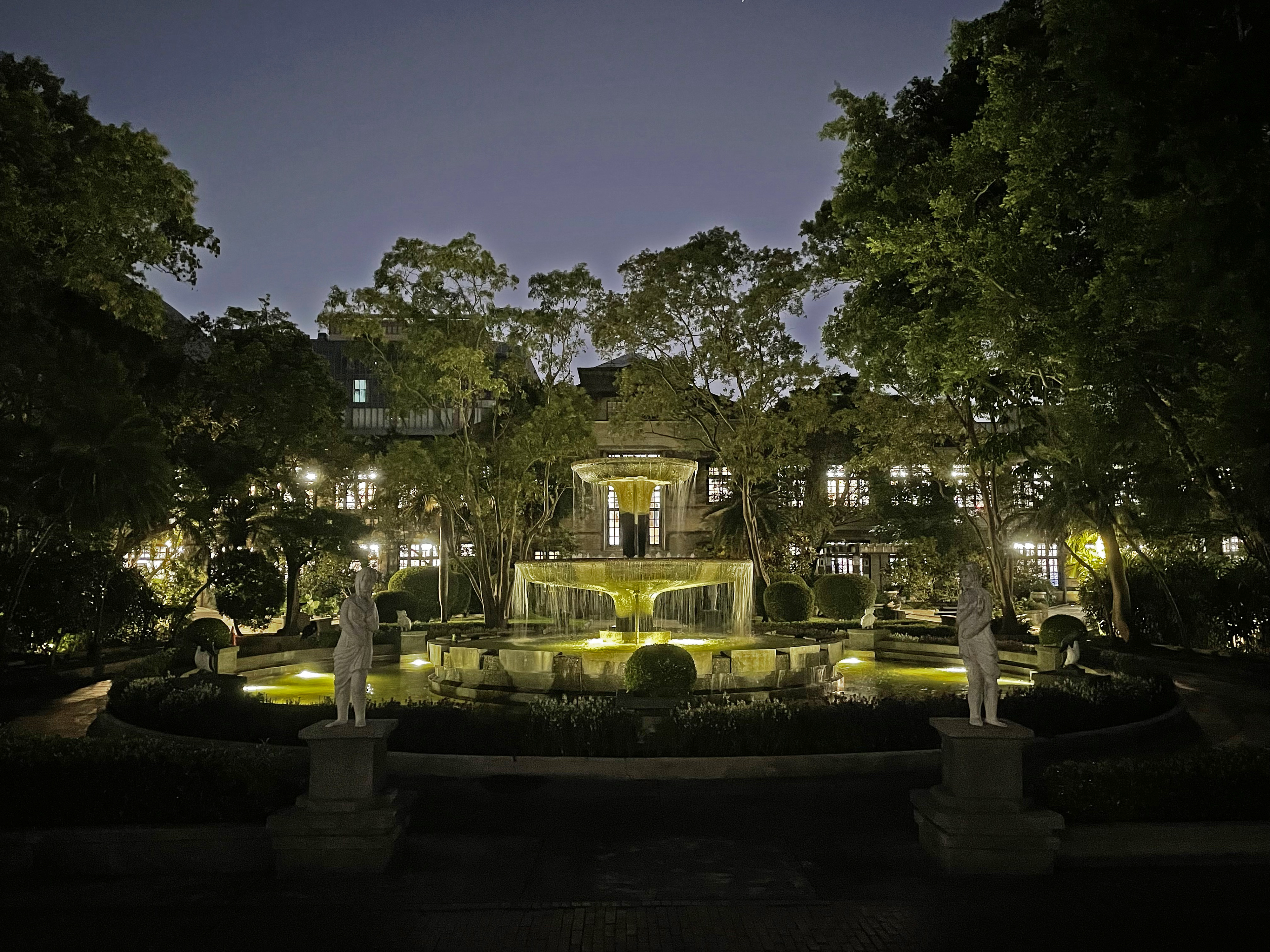
製菸工廠中庭
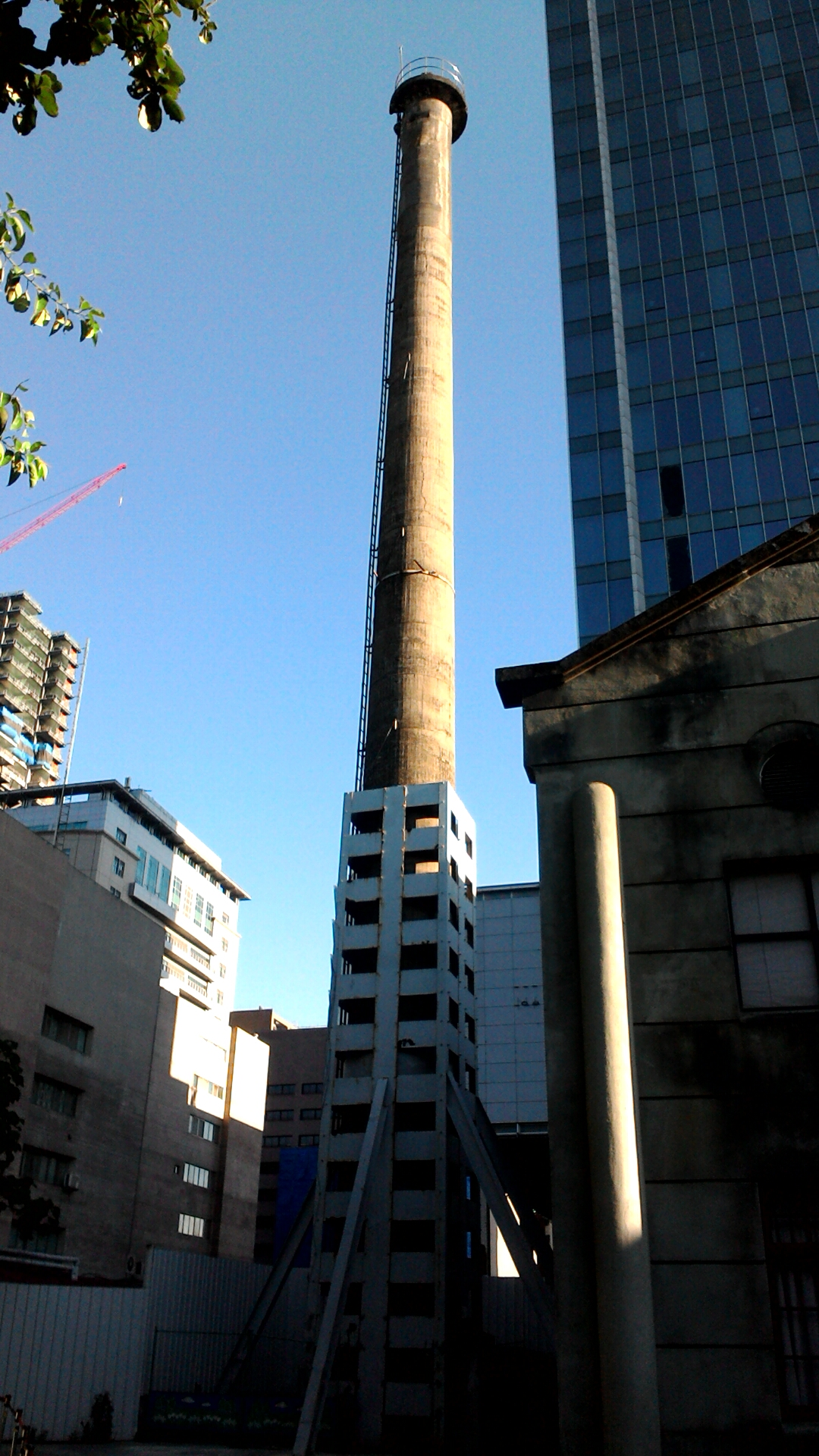
煙囪
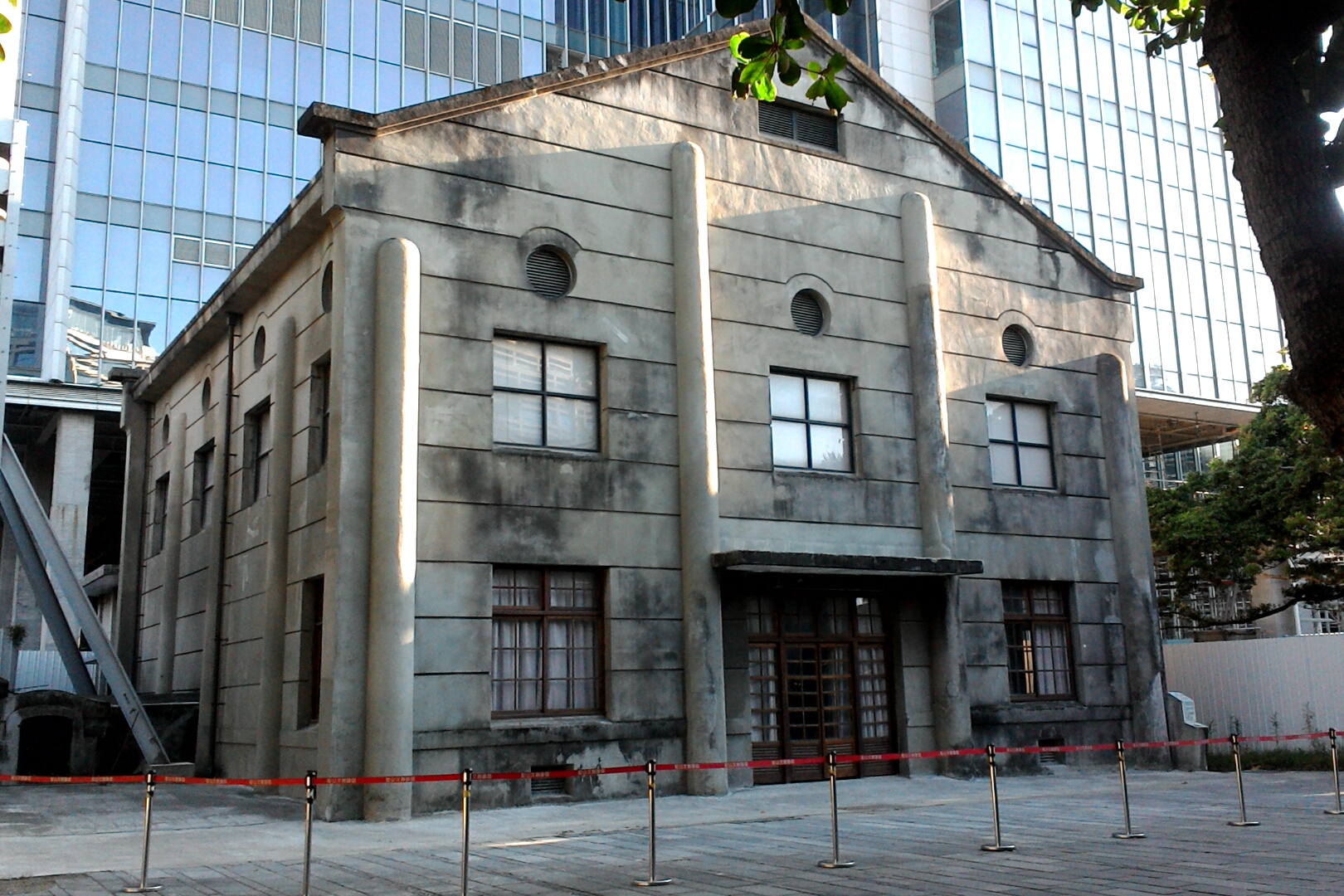
鍋爐房

## 經營
為滿足公益性期待，2011年6月28日，臺北市政府文化局委託財團法人臺北市文化基金會營運管理松山文創園區，並將松山文創園區定位為『臺北市的原創基地』（2021年的五大創新策略~創意學院、實驗跨界、創意櫥窗、創作者工廠、共好平台）。松山文創園區全區為古蹟建築，製菸工廠、倉庫建築古色古香保存完善，是近年國內外藝文展覽辦展的熱門場地。除了提供展覽空間，松山文創園區也推出自辦活動，包括總結臺北市年度原創能量的原創基地節、學生畢展主題月松山文創學園祭。
此外，由於腹地範圍與由臺北文創開發股份有限公司所屬的臺北文創大樓緊鄰，故兩者常被誤解為同一單位經營管理，也因此在臺北文創大樓的租金爭議、商業販售與適法性爭議中經常受到波及。

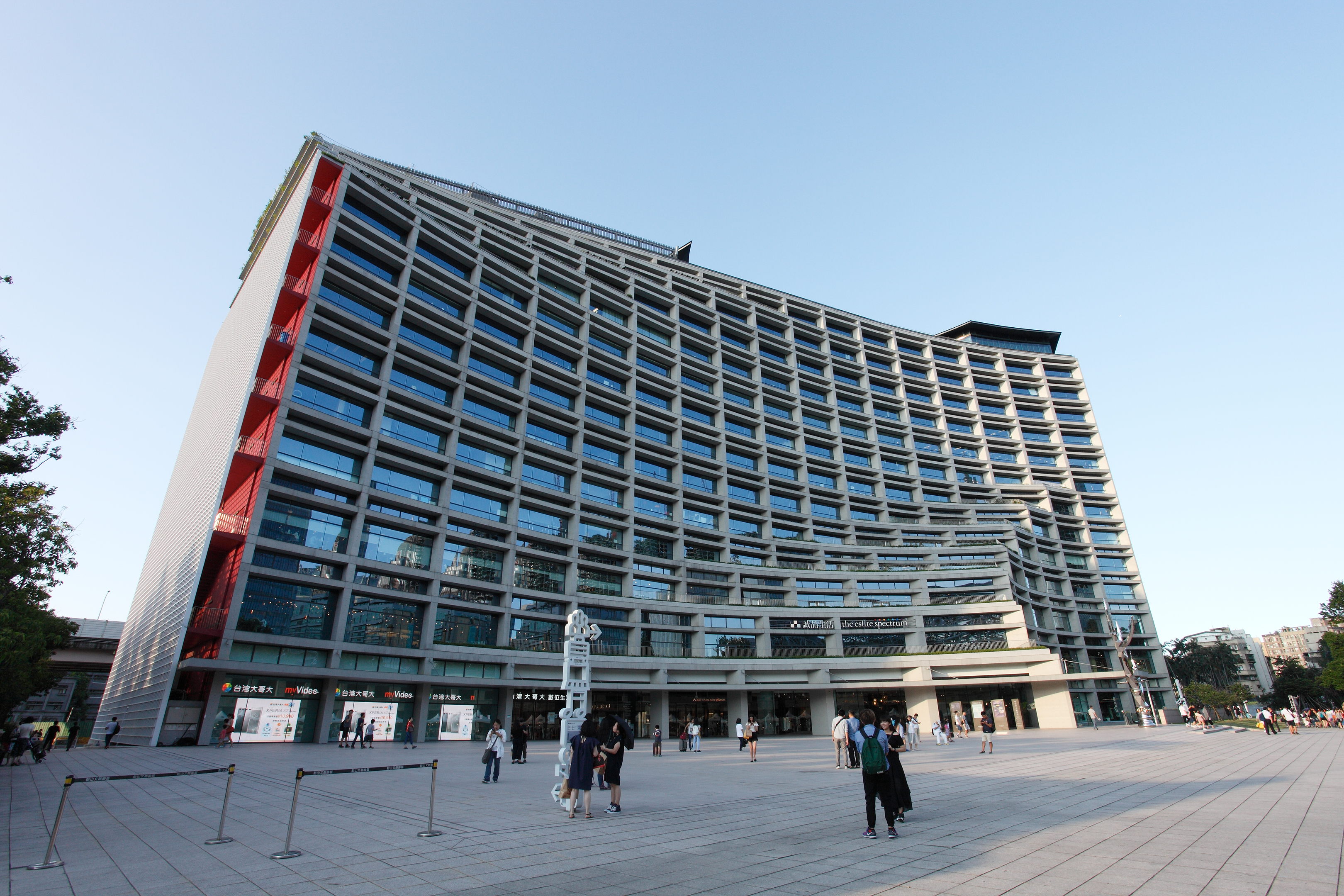
台北文創大樓
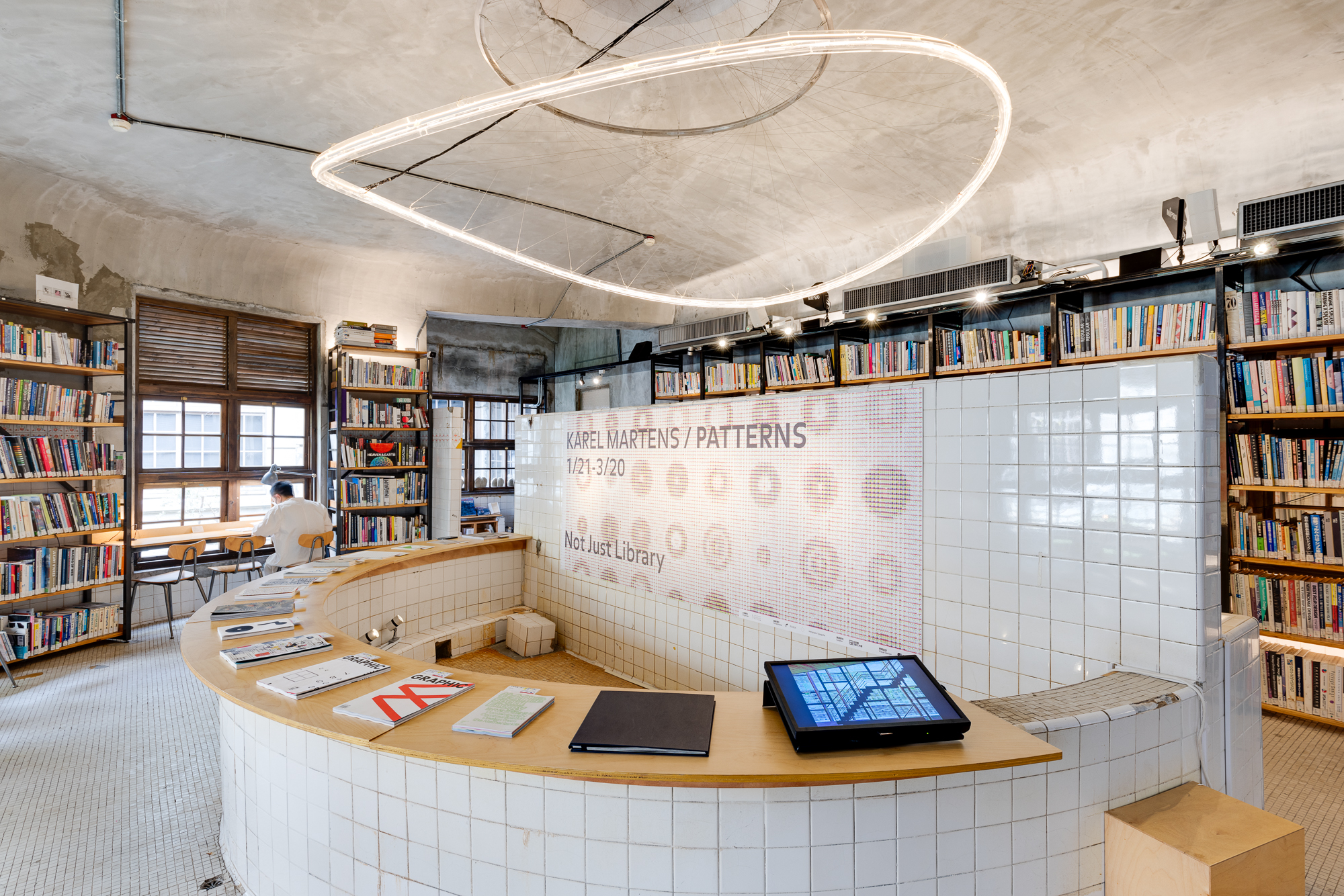
不只是圖書館
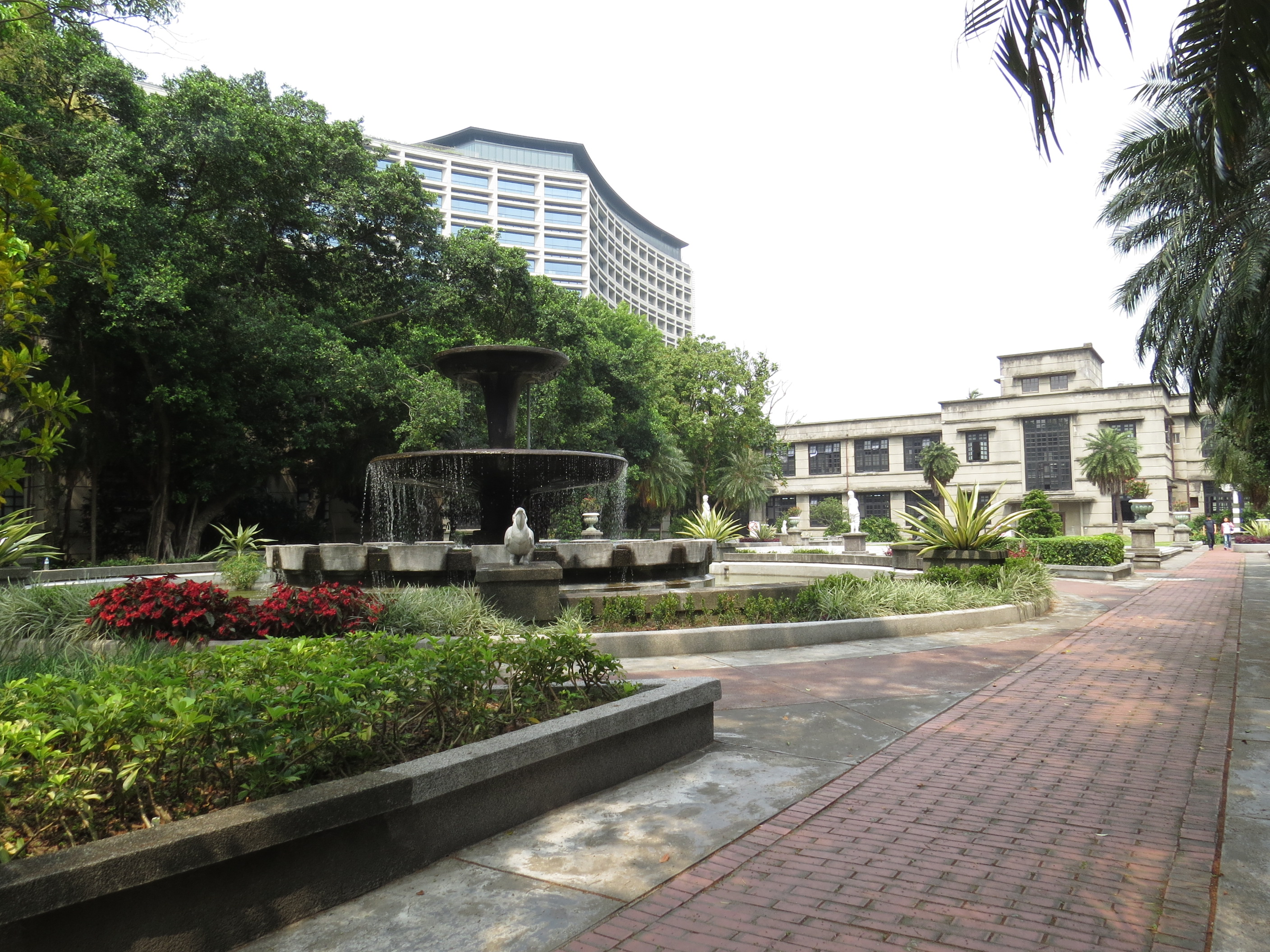
巴洛克花園（晚香園）
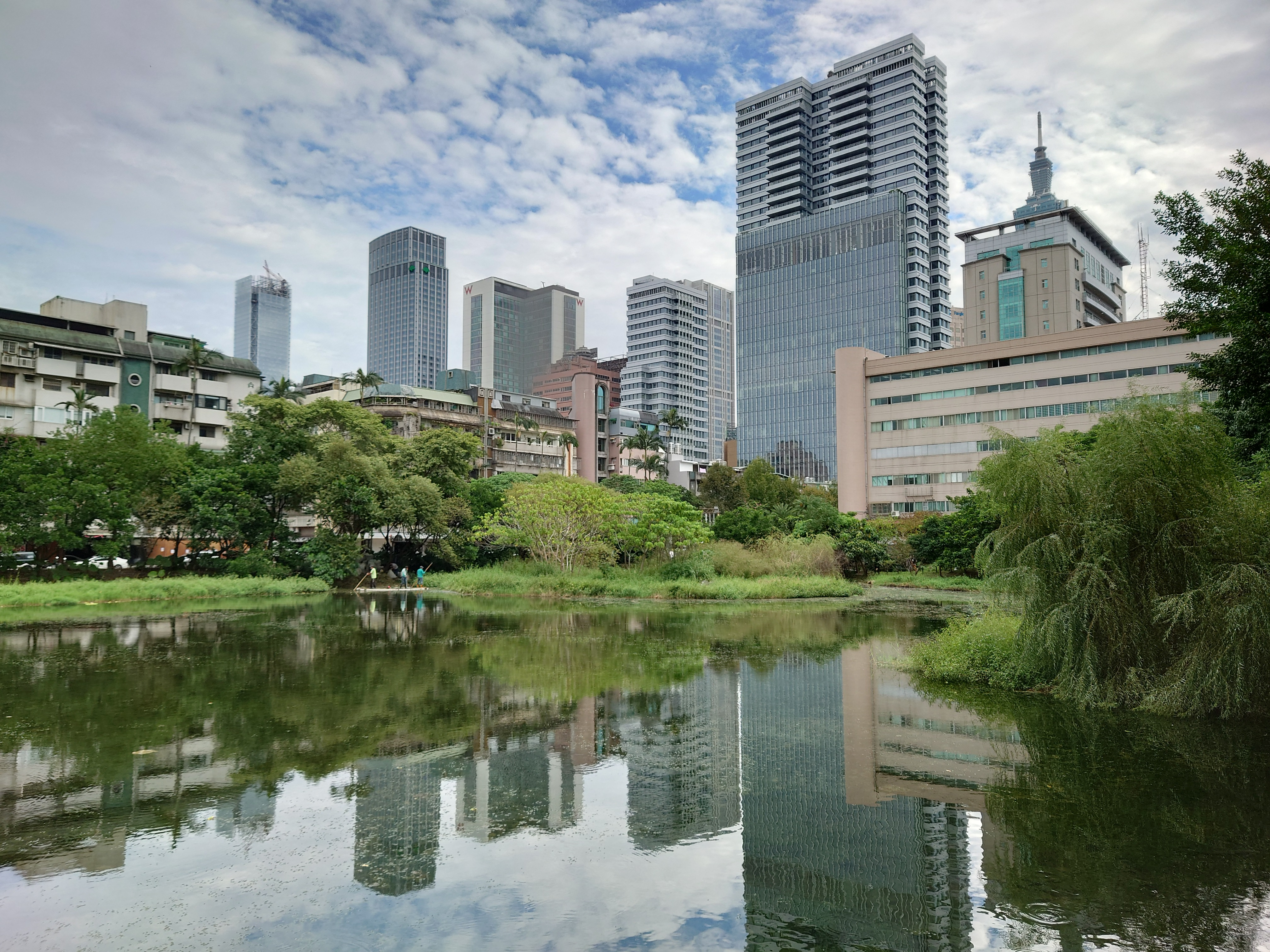
池塘

## 交通

### 台北捷運
- 板南線國父紀念館站五號出口；歩行往光復南路及市民大道方向，由右方菸廠路進入；歩行約550公尺至700公尺。
- 板南線市政府站二號出口[2]；歩行往基隆路方向，由忠孝東路四段553巷進入；歩行約850公尺至900公尺。

## 外部連結
- 松山文創園區 臺北旅遊網
- 閱樂書店 臺北旅遊網
- 松菸小賣所 臺北旅遊網
- 松山菸廠─檢查室─文化部文化資產局 （页面存档备份，存于）
- 松山菸廠─育嬰室─文化部文化資產局 （页面存档备份，存于）
- 松山菸廠─機器修理廠─文化部文化資產局 （页面存档备份，存于）
- 松山菸廠─文化部文化資產局 （页面存档备份，存于）
- 松山文創園區 （页面存档备份，存于）（繁體中文）（英文）
- 松山文創園區的Facebook專頁
- 松山文創園區的Instagram帳戶
- 原創基地節 （页面存档备份，存于）（繁體中文）
- 松菸小賣所 （页面存档备份，存于）（繁體中文）
- 閱樂書店（松山文創園區 育嬰室）的Facebook專頁
- YouTube上的松山文創園區頻道

## 進駐單位
- 台灣設計研究院簡介 （页面存档备份，存于）
- 台灣設計研究院 TDRI的Facebook專頁
- 文化內容策進院官方網站 （页面存档备份，存于） （繁體中文）（英文）